# 梅德利岩
梅德利岩（英語：Medley Rocks），是南極洲的岩石，位於迪維爾島東北部，屬於茹班群島的一部分，由英國研究隊測量，現時由南極條約體系管理。